# 長野県道382号中村金井山停車場線
長野県道382号中村金井山停車場線（ながのけんどう382ごう なかむらかないやまていしゃじょうせん）は、長野県長野市を走る一般県道。

## 概要
千曲川の両岸を結ぶ路線であり、延長の大半が更埴橋（後述）で占められている。

### 路線データ
- 起点：長野市小島田町（中村交差点＝長野県道445号川合川中島線交点）
- 終点：長野市松代町柴（旧長野電鉄屋代線金井山駅）
- 延長：0.9km

### 主要構造物
- 更埴橋（こうしょくばし＝長野市小島田町 - 松代町柴）
  - 全長：525.0m
  - 幅員：7.5m（うち車道5.5m＝2車線）

千曲川に架かる橋梁。1971年（昭和46年）5月21日開通。橋の名の「更埴」とは、両岸の地域の合併前の郡（小島田町は旧更級郡更北村、松代町柴は旧埴科郡松代町。どちらも1966年（昭和41年）長野市に編入）の名から1字ずつ採ったものであり、旧更埴市（現千曲市）とは関係ない（ただし旧更埴市の市名の由来も、更級と埴科の頭文字である）。

## 交差・接続する道路
- 中村交差点（長野市小島田町＝起点）
  - 長野県道445号川合川中島線
- 柴交差点（長野市松代町柴）
  - 国道403号

## 周辺
- 長野電鉄屋代線 金井山駅跡